# Adalbert von Taysen (Generalleutnant, 1832)
Adalbert von Taysen (* 11. April 1832 in Eutin; † 10. Juli 1906 in Schierke) war ein preußischer Generalleutnant und Militärhistoriker.

## Leben

### Herkunft
Adalbert war der Sohn des oldenburgischen Oberst und Kommandeur des Oldenburgischen Infanterieregiments Hans Georg von Taysen (1796–1856) und dessen Ehefrau Adele Wilhelmine Elise Emilie Marianne, geborene von Hirschfeld (1806–1832).

### Militärkarriere
Nach Besuch des Gymnasiums in Oldenburg trat Taysen 1848 als Musketier in das Oldenburgische Infanterieregiment ein und nahm 1848/49 am Feldzug gegen Dänemark, u. a. am Gefecht bei Düppel, teil. 1849/51 absolvierte er die Oldenburgische Militärschule und 1856/59 die Allgemeine Kriegsschule in Berlin. Von 1862 bis 1864 fungierte Taysen als Ordonnanzoffizier und militärischer Berater des Herzogs Elimar von Oldenburg. Am Deutsch-Dänischen Krieg war er als Hauptmann bei der Mainarmee beteiligt. Am 25. September 1867 wurde er als Kompaniechef im Infanterie-Regiment Nr. 91 in die Preußische Armee übernommen.
Im Krieg gegen Frankreich 1870/71 nahm Taysen an den Schlachten bei Vionville, Gravelotte, Beaune-la-Rolande, Orléans, Le Mans sowie der Belagerung von Metz teil. Seine Leistungen wurden durch die Verleihung beider Klassen des Eisernen Kreuzes und des Ehrenkomturkreuzes des Oldenburgischen Haus- und Verdienstordens des Herzogs Peter Friedrich Ludwig mit Schwertern am Ringe gewürdigt.
Ab 1874 wirkte er als Major im Großen Generalstab und als Lehrer an der Kriegsakademie in Berlin. 1881 wurde er zum Chef der kriegsgeschichtlichen Abteilung berufen. 1885 erfolgte seine Beförderung zum Oberst und 1888 zum Generalmajor. Per 17. September 1886 wurden ihm Adel und Wappen bestätigt. Am 16. Mai 1891 erhielt er den Charakter als Generalleutnant und wurde am 10. Mai 1892 mit Pension zur Disposition gestellt. 1895 wurde er mit dem Stern zum Roten Adlerorden II. Klasse mit Eichenlaub ausgezeichnet.
Sein historisches Interesse galt vorrangig Friedrich dem Großen. Unter seiner Leitung wurde das Generalstabswerk über den Deutsch-Französischen Krieg 1870/71 zu Ende geführt.
Seine letzte Ruhestätte befindet sich nach Umbettung auf dem Südwestkirchhof Stahnsdorf.

### Familie
Seit 20. September 1864 war Taysen mit Albertine Wilhelmine, geborene Clason (1839–1902) verheiratet. Aus der Ehe gingen sechs Kinder hervor, darunter der spätere General der Infanterie Friedrich von Taysen (1866–1940) sowie der spätere Generalleutnant der Luftwaffe Adalbert von Taysen (1878–1945).

## Schriften
- Die Consequenzen der Verbesserungen des Infanterie-Gewehres. Eine tactische Studie. Oldenburg 1858.
- Friedrichs des Grossen Lehren vom Kriege und deren Bedeutung für den heutigen Truppenführer: aus den militairischen Schriften des Königs dargelegt, Berlin 1877.
- Das militärische Testament Friedrichs des Grossen. Berlin 1879.
- Die militärische Thätigkeit Friedrichs des Grossen im Jahre 1780. Vortrag gehalten in der Militärischen Gesellschaft zu Berlin am 24. Januar 1880, Berlin 1880.
- Zur Beurtheilung des Siebenjährigen Krieges. Berlin 1882.
- Friedrich der Grosse: Militärische Schriften, erläutert und mit Anmerkungen versehen... (= Militärische Klassiker des In- und Auslandes Bd. 10), Berlin 1882; ND Dresden 1885, 1893 u. 1901.
- Die militärische Thätigkeit Friedrichs des Grossen während seines letzten Lebensjahres (dem Andenken des grossen Königs bei der 100. Wiederkehr seines Todestages gewidmet). Berlin 1886. ND Kessinger 2010.
- Forschungen zur Brandenburgischen und Preußischen Geschichte. NF der Märkischen Forschungen. Bd. 1. Leipzig 1888. (Mitherausgeber)
- Die äußere Erscheinung Friedrichs des Grossen und der nächsten Angehörigen seines Hauses. Berlin 1891.